# Sites mégalithiques de la Savoie
Cet article présente la liste des sites mégalithiques de la Savoie, en France.

## Inventaire
| Monument                        | Type             | Remarque          | Localisation              | Coordonnées                      | Illustration                           |
| ------------------------------- | ---------------- | ----------------- | ------------------------- | -------------------------------- | -------------------------------------- |
| Gravures rupestres des Lozes    | Pierre à cupules | Inscrit MH (1996) | Aussois                   | 45° 13′ 40″ nord, 6° 45′ 16″ est | Gravures rupestres des Lozes, Aussois  |
| Bloc cupulaire de La Guettaz    | Pierre à cupules | Classé MH (1939)  | Billième                  | 45° 42′ 47″ nord, 5° 48′ 57″ est | Bloc cupulaire de La Guettaz, Billième |
| Bloc cupulaire de Lachat        | Pierre à cupules | Classé MH (1939)  | Billième                  | 45° 42′ 45″ nord, 5° 48′ 32″ est | Image manquante                        |
| Blocs cupulaires de La Roche    | Pierre à cupules | Classé MH (1939)  | Billième                  | à géolocaliser                   | Image manquante                        |
| Blocs cupulaires du Rocher      | Pierre à cupules | Classé MH (1939)  | Billième                  | 45° 42′ 41″ nord, 5° 48′ 28″ est | Image manquante                        |
| Bloc cupulaire de Santourin     | Pierre à cupules | Classé MH (1939)  | Billième                  | 45° 43′ 30″ nord, 5° 49′ 19″ est | Image manquante                        |
| Blocs cupulaires de Follioules  | Pierre à cupules | Classé MH (1939)  | Jongieux                  | 45° 42′ 57″ nord, 5° 48′ 01″ est | Image manquante                        |
| Pierre de Chantelouve           | Pierre à cupules | Classé MH (1911)  | Lanslevillard             | 45° 17′ 30″ nord, 6° 57′ 27″ est | Pierre de Chantelouve, Lanslevillard   |
| Rocher aux Pieds                | Pierre à cupules | Classé MH (1911)  | Lanslevillard             | 45° 18′ 58″ nord, 6° 54′ 22″ est | Image manquante                        |
| Dolmen de Nantfrozin            | Dolmen           | Classé MH (1911)  | Mâcot-la-Plagne           | 45° 31′ 52″ nord, 6° 41′ 24″ est | Image manquante                        |
| Pierre à cupules du Perthuit    | Pierre à cupules |                   | Saint-Michel-de-Maurienne | 45° 13′ 52″ nord, 6° 29′ 44″ est | Image manquante                        |
| Pierre à cupules du Pré Bérard  | Pierre à cupules | Classé MH (1954)  | Saint-Michel-de-Maurienne | 45° 14′ 02″ nord, 6° 29′ 36″ est | Image manquante                        |
| Roche gravée du Thyl-Dessous    | Pierre à cupules |                   | Saint-Michel-de-Maurienne | 45° 13′ 16″ nord, 6° 29′ 30″ est | Image manquante                        |
| Cromlech du Petit-Saint-Bernard | Cromlech         | Classé MH (1956)  | Séez                      | 45° 40′ 49″ nord, 6° 53′ 01″ est | Cromlech du Petit-Saint-Bernard, Séez  |